# Lakatos Flóris
Lakatos Flórián "Flóris" (Komárom, 1880. július 26. – Budapest, 1954. április 1.) prímás, zeneszerző, hegedűművész, Lakatos Sándor édesapja. Korának legkiválóbb cigányprímása.

## Életpályája
Nemes muzsikusdinasztia leszármazottja. Szülei: komáromi Lakatos Sándor és perbetei Polák Teréz. Hétéves korától zongorázott, és csak három évvel később tanult hegedülni. Kezdetben nagyapja, az öreg Lakatos Flóris tanította, 17 éves korától Esztergomban Jónás Pali zenekarának karmestere volt. Mint fiatal muzsikus Prágába került, ott neves tanárok irányítása mellett tökéletesítette hegedűjátékát, az első cigányzenész volt, aki partitúrát írt, kottából játszott. Visszatérése után több szóló hangversenyt adott, amelyeken rendszerint Bach, Pablo de Sarasate, Paganini, Henryk Wieniawski műveit játszotta. Akkoriban szerepelt Magyarországon Jan Kubelík világhírű cseh hegedűművész, aki arról volt híres hogy Paganini halála után ő volt az első olyan művész, aki ki mert állni Paganini műveivel. Lakatos Flóris ekkor Győr városában muzsikált, és ugyanezeket a műveket el tudta játszani, mint Kubelík. A neves prímás ekkor kapta a „cigány Kubelík" nevet. 1910-ben alakított zenekarával mindig első osztályú szórakozó helyeken muzsikált. Együttesét 1943-ban fiának Lakatos Sándornak adta át. Több zenekari szerzeménye (egyik legismertebb Nagy a feje búsuljon a ló Paganini 24. Capriccio mintájára.) és feldolgozás mellett, néhány maradandó nótát szerzett. Elhagyott az asszony (sz. Jávor László) nótája első díjat nyert a Rádió Újság 1936. évi pályázatán.                          

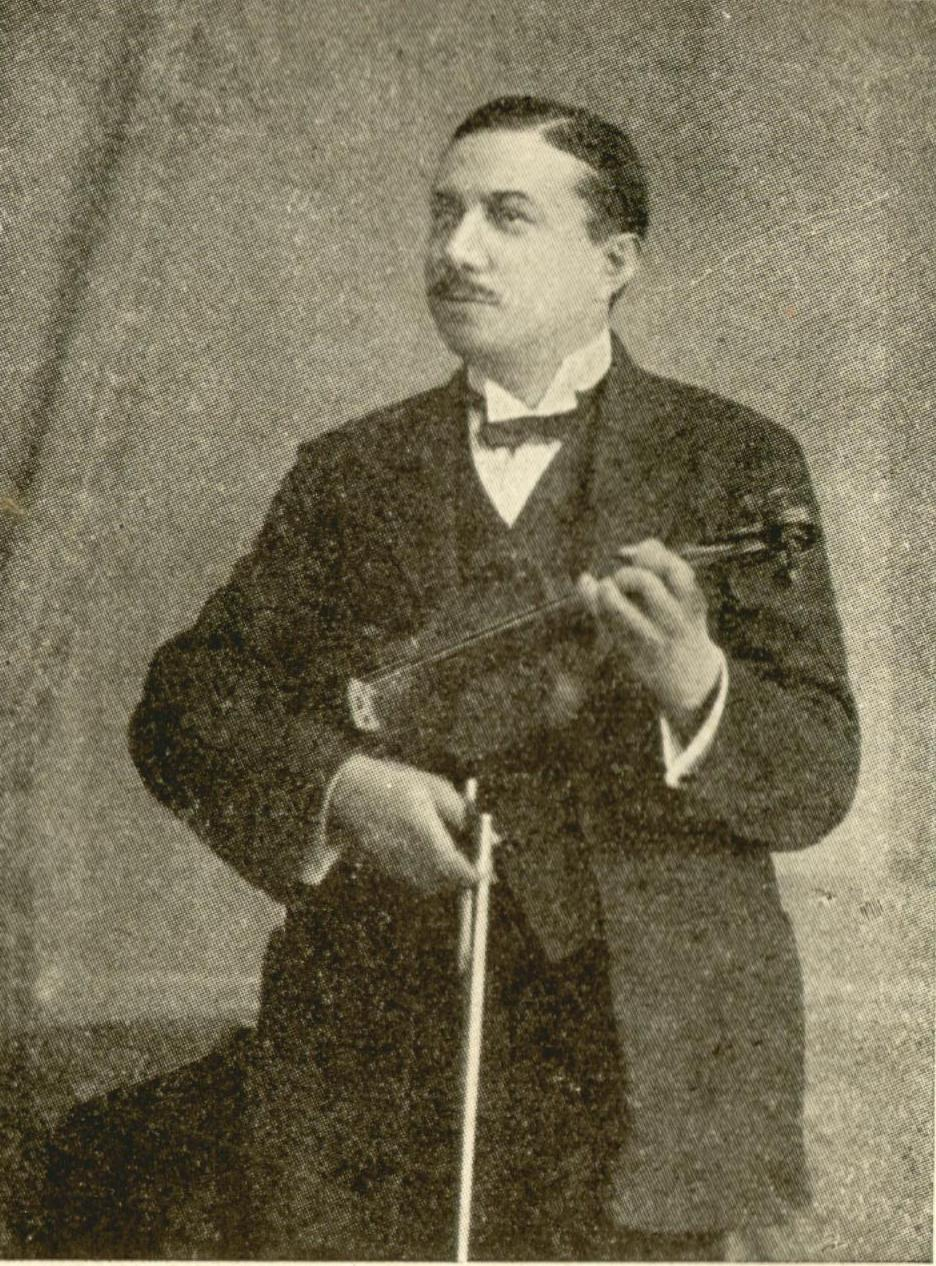

## Ismertebb nótái
- Elhagyott az asszony (sz. Jávor László)
- Elpihent az öreg gulya (sz. Kunéry Kálmán)
- Hej ez a szőke Maros (sz. H. Ladányi Margit)
- Szép, szép, szép a rózsám (sz. Ságodi József).

## Hang és kép
- -Variációk egy népdalra előadja Lakatos Sándor

1. ↑  PIM-névtér-azonosító. (Hozzáférés: 2020. május 30.)